# Copa del Rei de futbol 2013-14
La Copa del Rei de futbol 2013-14 fou la 112a edició de la Copa del Rei. La competició va començar el 4 de setembre de 2013 i va acabar el 16 d'abril de 2014 amb la final. La final es va celebrar a Mestalla, València, i el Reial Madrid CF hi va derrotar el FC Barcelona per 2–1 i va guanyar així el seu 19è títol en la competició. Els guanyadors s'asseguraven un lloc a la fase de grups de la Lliga Europa de la UEFA 2014–15.
L'Atlètic de Madrid defensava el títol, però fou eliminat pel Reial Madrid a les semifinals.